# Appen
Appen település Németországban, Schleswig-Holstein tartományban. Lakosainak száma 4835 fő (2023. december 31.).

## Népesség
A település népességének változása:
| Lakosok száma | 3859 | 4775 | 4831 | 4861 | 4834 | 4835 |
|               | 1975 | 2017 | 2019 | 2021 | 2022 | 2023 |